# Colobogaster belemensis
Colobogaster belemensis es una especie de escarabajo del género Colobogaster, familia Buprestidae. Fue descrita científicamente por Obenberger en 1952.